# Garakhantchalli
Garakhantchalli est un village de la région de Kelbajar en Azerbaïdjan.

## Histoire
En 1993-2020, Garakhantchalli était sous le contrôle des forces armées arméniennes. Le 25 novembre 2020, sur la base d'un accord trilatéral entre l'Azerbaïdjan, l'Arménie et la Russie en date du 10 novembre 2020, la région de Kelbajar, y compris le village de Garakhantchalli, a été restituée sous le contrôle de l'Azerbaïdjan. 

## Sources
Novlu boulag, Geuy boulag, Sabirin boulaghi, Duzlu boulag, Dach boulag, Kontor boulaghi, Aggayanin boulaghi, Arpalar boulaghi, Akinlar boulaghi, etc.